# Willie Huber
Pour les articles homonymes, voir Huber.
Willie Heinrich Huber (né le 15 janvier 1958 à Straßkirchen en Allemagne - mort le 28 juin 2010 à Hamilton au Canada) est un joueur professionnel de hockey sur glace de la Ligue nationale de hockey.

## Carrière
Choisi à la draft 1978 en 9e position par les Red Wings de Détroit, il commence sa carrière dans la Ligue nationale de hockey en 1978 avec la franchise du Michigan.

Il joue cinq saisons avec Detroit avant de rejoindre en 1983 les Rangers de New York.

Il est transféré en cours de saison 1987-1988 aux Canucks de Vancouver.

Après un cours passage au Canada, 35 matchs, il signe et termine sa carrière aux Flyers de Philadelphie où il ne joue que dix rencontres lors de cette même saison.
Dans sa carrière il totalise 321 points (104 buts et 217 passes) en 655 matchs. Il meurt le 28 juin 2010 des suites d'une attaque cardiaque.

## Statistiques
Pour les significations des abréviations, voir Statistiques du hockey sur glace.
| Saison     | Équipe                    | Ligue      |     | Saison régulière | Saison régulière | Saison régulière | Saison régulière | Saison régulière |   | Séries éliminatoires | Séries éliminatoires | Séries éliminatoires | Séries éliminatoires | Séries éliminatoires |
| Saison     | Équipe                    | Ligue      | PJ  | B                | A                | Pts              | Pun              | PJ               | B | A                    | Pts                  | Pun                  |                      |                      |
| 1975-1976  | Fincups de Hamilton       | AHO        | 58  | 2                | 8                | 10               | 64               | -                | - | -                    | -                    | -                    |                      |                      |
| 1976-1977  | Fincups de St. Catharines | AHO        | 36  | 10               | 24               | 34               | 111              | -                | - | -                    | -                    | -                    |                      |                      |
| 1977-1978  | Fincups de Hamilton       | AHO        | 61  | 12               | 45               | 57               | 168              | -                | - | -                    | -                    | -                    |                      |                      |
| 1978-1979  | Red Wings de Kansas City  | LCH        | 10  | 2                | 7                | 9                | 12               | -                | - | -                    | -                    | -                    |                      |                      |
| 1978-1979  | Red Wings de Détroit      | LNH        | 68  | 7                | 24               | 31               | 114              | -                | - | -                    | -                    | -                    |                      |                      |
| 1979-1980  | Red Wings de l'Adirondack | LAH        | 4   | 1                | 3                | 4                | 2                | -                | - | -                    | -                    | -                    |                      |                      |
| 1979-1980  | Red Wings de Détroit      | LNH        | 76  | 17               | 23               | 40               | 164              | -                | - | -                    | -                    | -                    |                      |                      |
| 1980-1981  | Red Wings de Détroit      | LNH        | 80  | 15               | 34               | 49               | 130              | -                | - | -                    | -                    | -                    |                      |                      |
| 1981-1982  | Red Wings de Détroit      | LNH        | 74  | 15               | 30               | 45               | 98               | -                | - | -                    | -                    | -                    |                      |                      |
| 1982-1983  | Red Wings de Détroit      | LNH        | 74  | 14               | 29               | 43               | 106              | -                | - | -                    | -                    | -                    |                      |                      |
| 1983-1984  | Rangers de New York       | LNH        | 42  | 9                | 14               | 23               | 60               | 4                | 1 | 1                    | 2                    | 9                    |                      |                      |
| 1984-1985  | Rangers de New York       | LNH        | 49  | 3                | 11               | 14               | 55               | 2                | 1 | 0                    | 1                    | 2                    |                      |                      |
| 1985-1986  | Rangers de New York       | LNH        | 70  | 7                | 8                | 15               | 85               | 16               | 3 | 2                    | 5                    | 16                   |                      |                      |
| 1986-1987  | Rangers de New York       | LNH        | 66  | 8                | 22               | 30               | 68               | 6                | 0 | 2                    | 2                    | 6                    |                      |                      |
| 1987-1988  | Rangers de New York       | LNH        | 11  | 1                | 3                | 4                | 14               | -                | - | -                    | -                    | -                    |                      |                      |
| 1987-1988  | Canucks de Vancouver      | LNH        | 35  | 4                | 10               | 14               | 40               | -                | - | -                    | -                    | -                    |                      |                      |
| 1987-1988  | Flyers de Philadelphie    | LNH        | 10  | 4                | 9                | 13               | 16               | 5                | 0 | 0                    | 0                    | 2                    |                      |                      |
| Totaux LNH | Totaux LNH                | Totaux LNH | 655 | 104              | 217              | 321              | 950              | 33               | 5 | 5                    | 10                   | 35                   |                      |                      |